# Йохения бледноватая
Йохения бледноватая (лат. Jochenia pallescens) — листостебельный мох семейства Йохениевые, вид рода Йохения.

## Синонимы
- Hypnum pallescens (Hedw.) P. Beauv., 1805 — Гипнум бледноватый
- Leskea pallescens (Hedw.), 1801basionym — Лескеа бледноватая
- Stereodon pallescens (Hedw.) Mitt., 1801 — Стереодон бледноватый

## Описание
Растение сравнительно мелкое, однодомное, слабо блестящее. Дерновинки густые, плоские, беловато- или буровато-зелёные. Стебель без гиалодермиса, простёртый, 2—5 см длины, правильно перисто ветвящийся, густо облиственный. Листья серповидные, округло-яйцевидные или овальные, суженные в тонкую шиловидную верхушку, по всему краю пильчатые; жилка двойная или незаметная. Спорофиты очень часто. Спороносит весной. Ножка до 1,2 см. Коробочка 1,3—2,0 мм длины, внизу слабо согнутая, почти прямая, выше середины более резко согнутая, бледно-бурая. Споры 12—17 мкм. Клетки листовой пластинки 35—55×7—8 мкм.

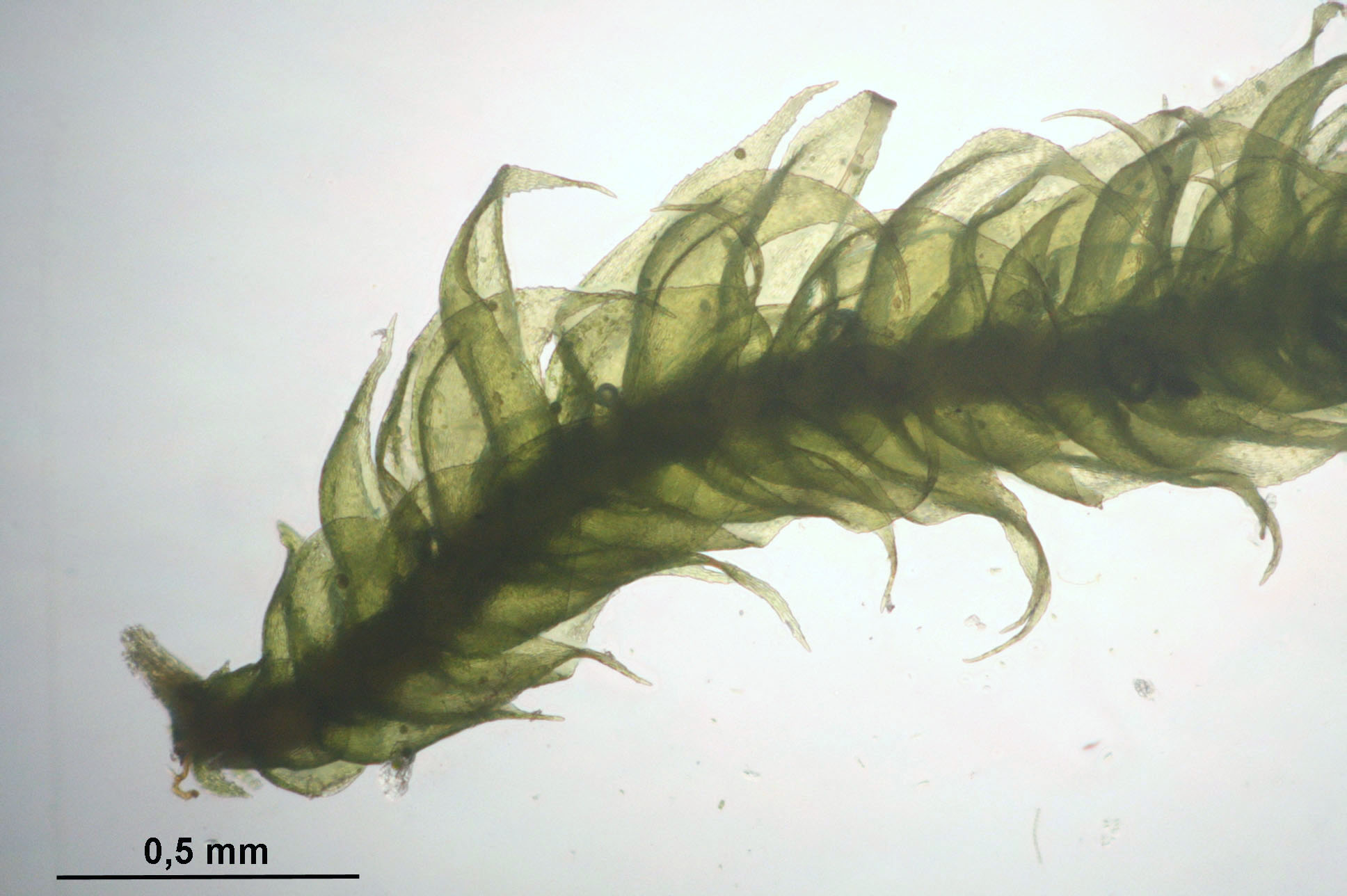
Часть стебля
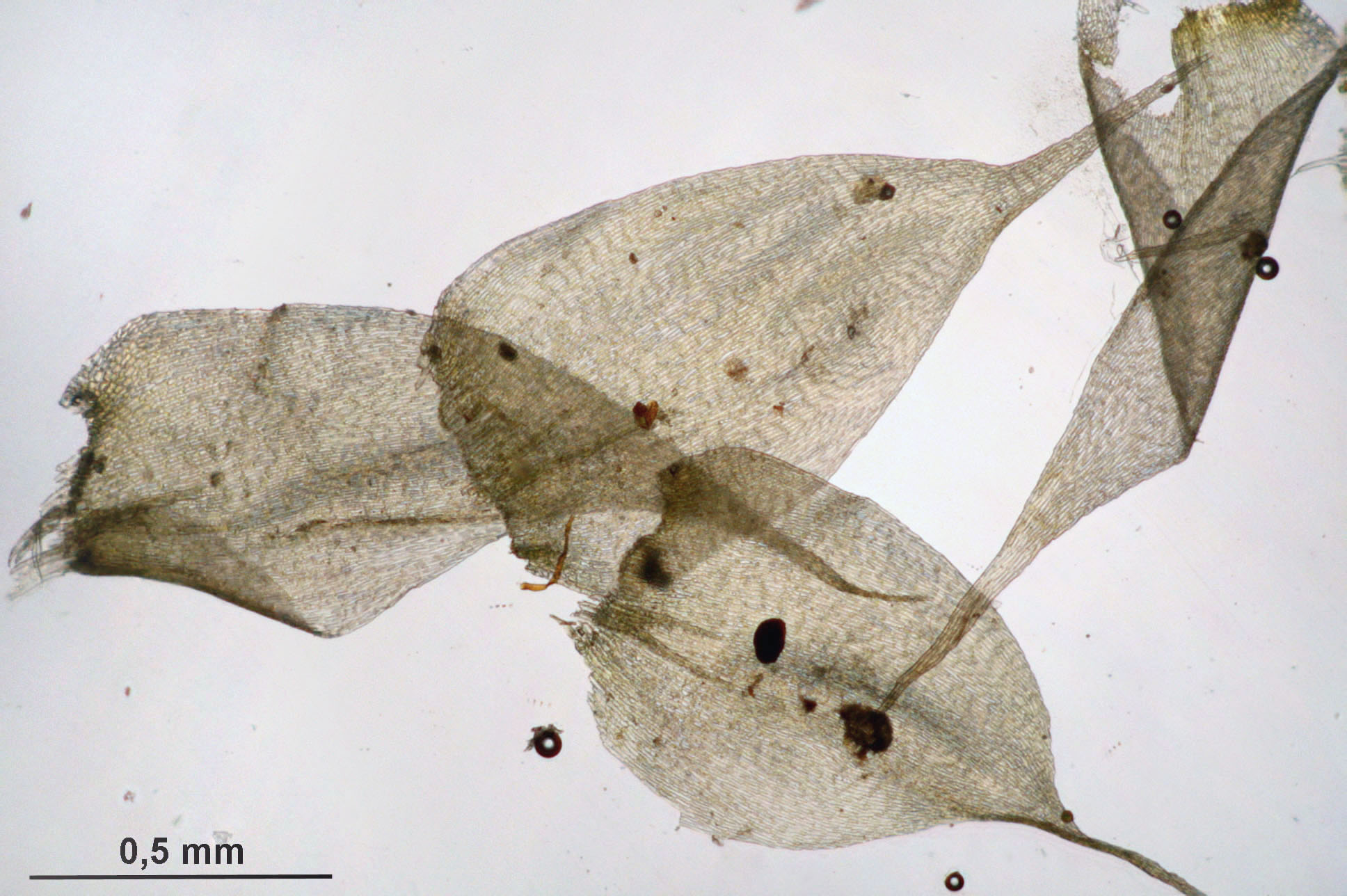
Листья
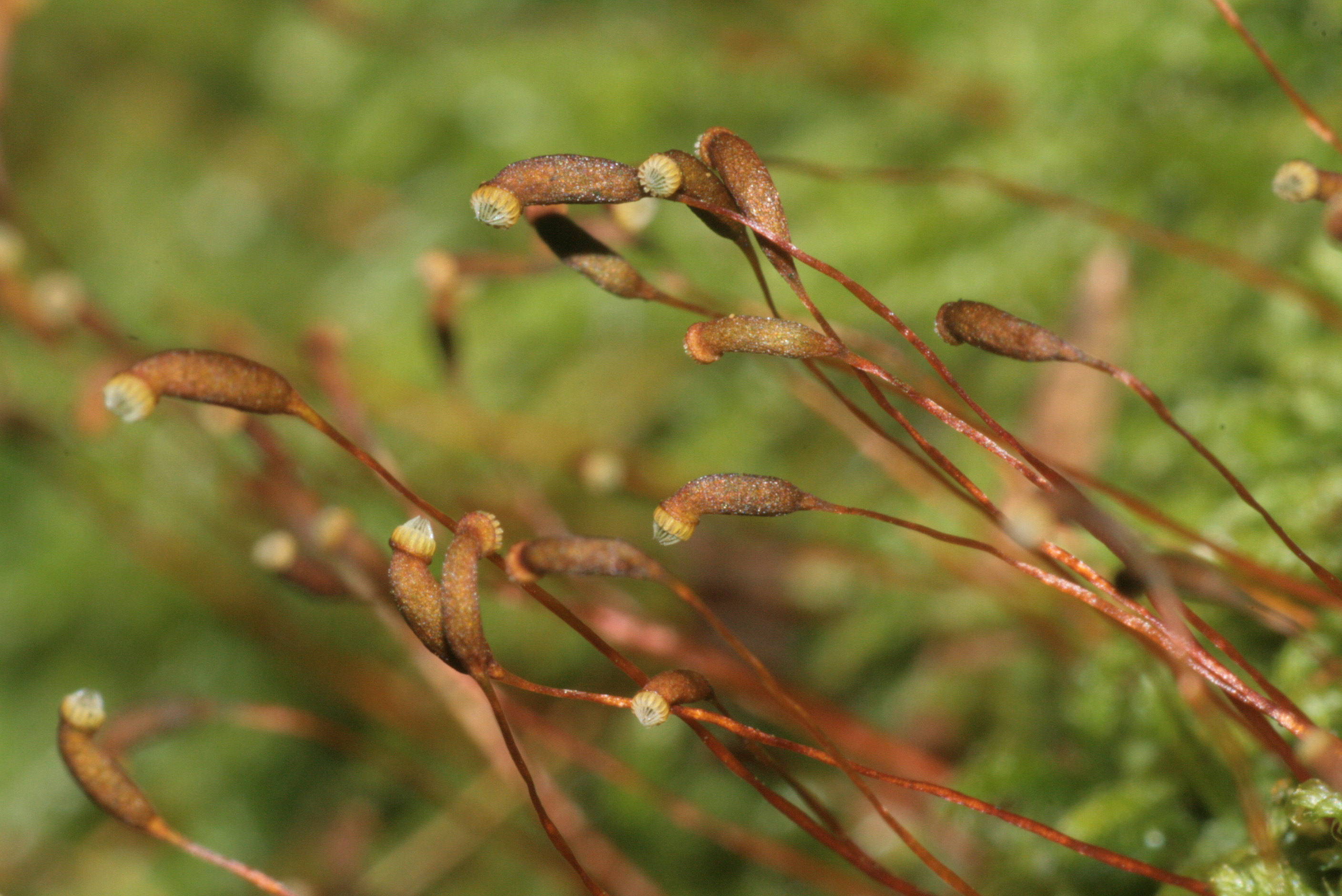
Спорофиты
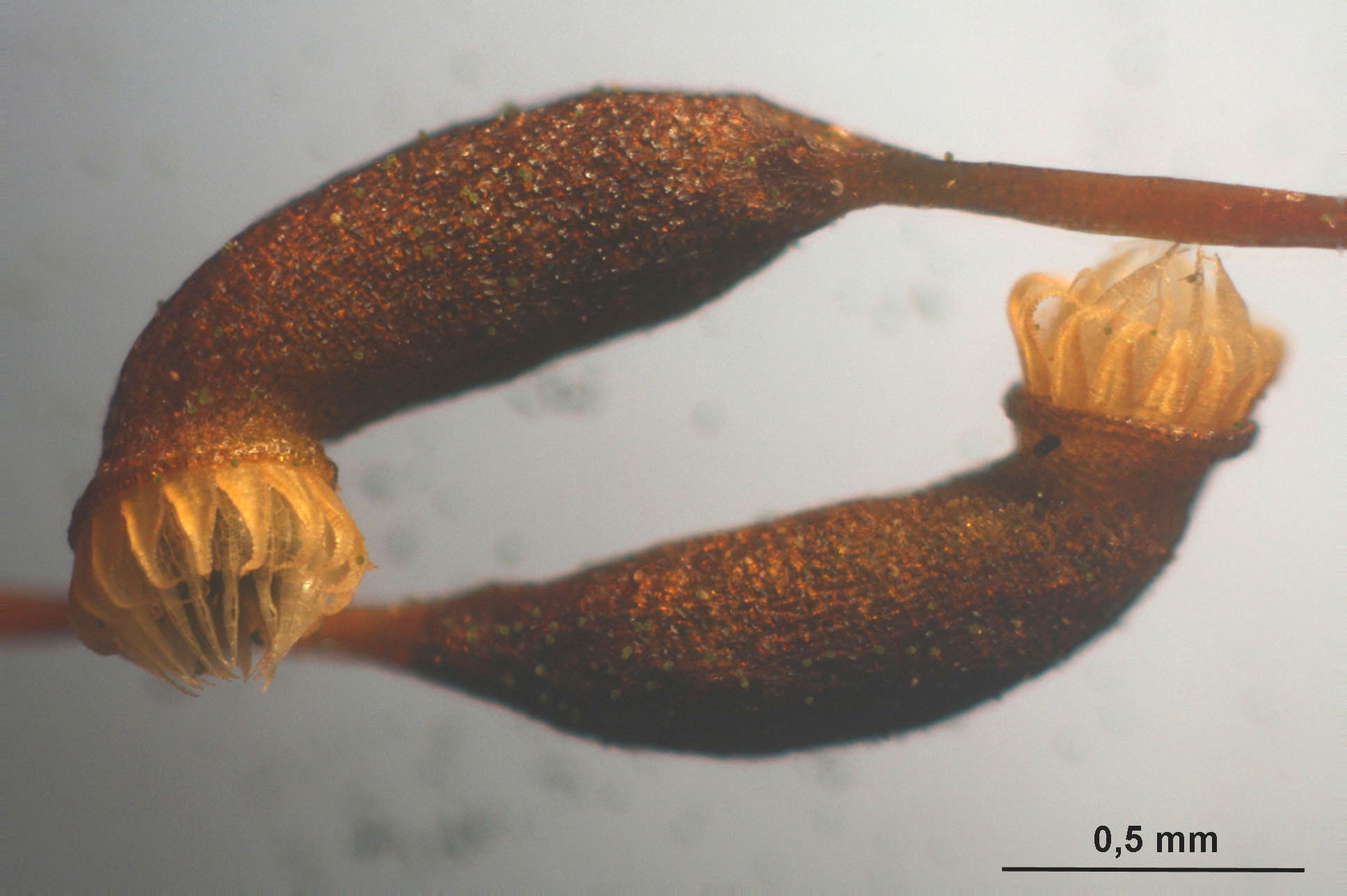
Спорофиты
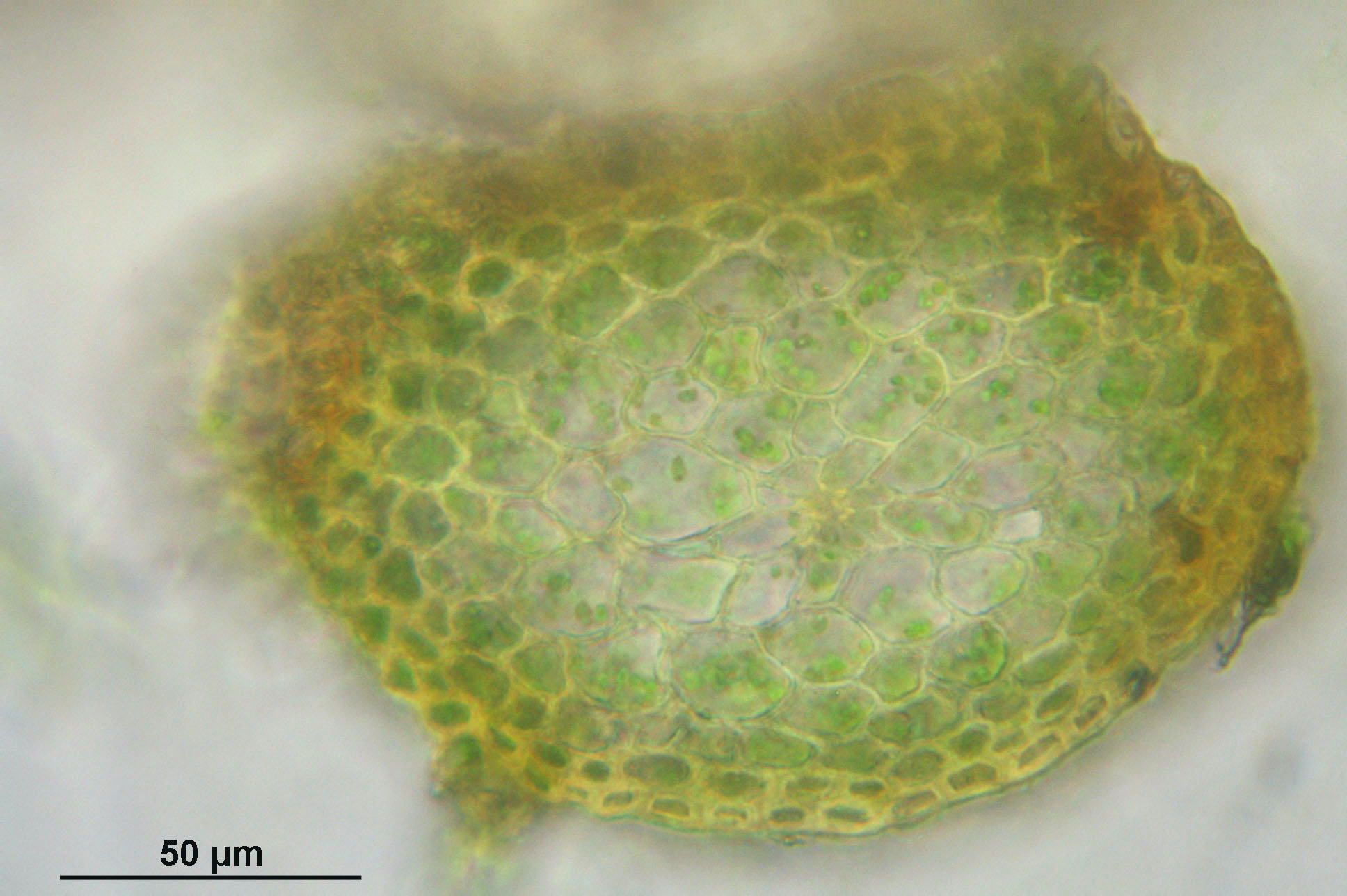
Поперечный срез стебля
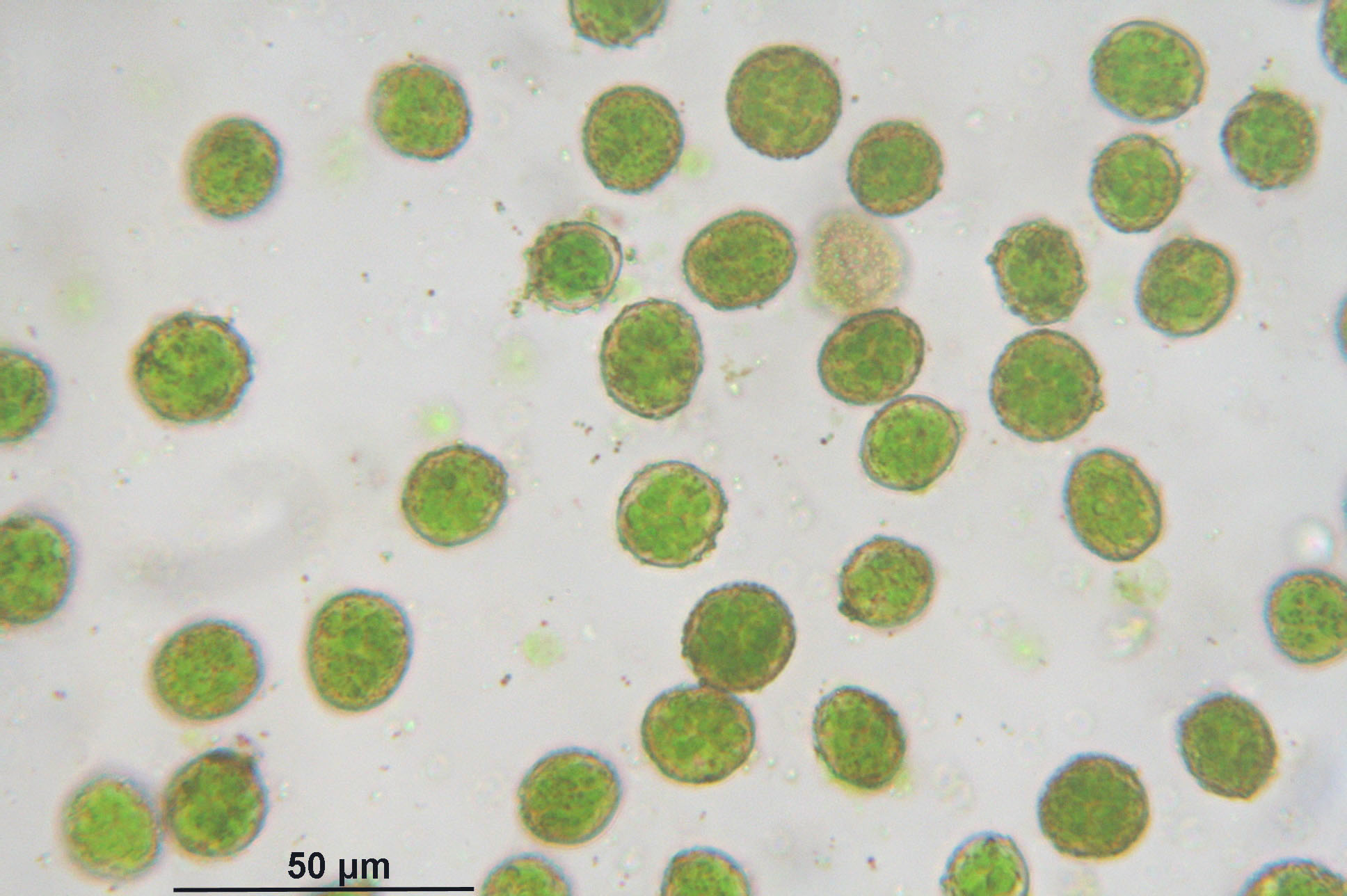
Микроскопическое изображение спор

## Среда обитания и распространение
Растёт преимущественно в лесах чаще всего на выступащих корнях и стволах деревьев.
Вид распространён в Северном полушарии. На территории России встречается в европейской части, на Кавказе, Дальнем Востоке, в Сибири.